# Viacheslav Shyrshov
Viacheslav Viktorovych Shyrshov –en ucraniano, Вячеслав Вікторович Ширшов– (Lugansk, URSS, 9 de julio de 1979) es un deportista ucraniano que compitió en natación.
Ganó ocho medallas en el Campeonato Europeo de Natación en Piscina Corta entre los años 2001 y 2005.

## Palmarés internacional
| Campeonato Europeo en Piscina Corta | Campeonato Europeo en Piscina Corta | Campeonato Europeo en Piscina Corta | Campeonato Europeo en Piscina Corta |
| Año                                 | Lugar                               | Medalla                             | Prueba                              |
| ----------------------------------- | ----------------------------------- | ----------------------------------- | ----------------------------------- |
| 2001                                | Amberes (Bélgica)                   | Medalla de oro                      | 4 × 50 m libre                      |
| 2002                                | Riesa (Alemania)                    | Medalla de bronce                   | 4 × 50 m libre                      |
| 2002                                | Riesa (Alemania)                    | Medalla de bronce                   | 4 × 50 m estilos                    |
| 2003                                | Dublín (Irlanda)                    | Medalla de plata                    | 50 m espalda                        |
| 2003                                | Dublín (Irlanda)                    | Medalla de bronce                   | 4 × 50 m libre                      |
| 2004                                | Viena (Austria)                     | Medalla de plata                    | 50 m espalda                        |
| 2004                                | Viena (Austria)                     | Medalla de plata                    | 4 × 50 m libre                      |
| 2005                                | Trieste (Italia)                    | Medalla de plata                    | 4 × 50 m estilos                    |